# Parcul „Dimitrie Ghica” din Sinaia

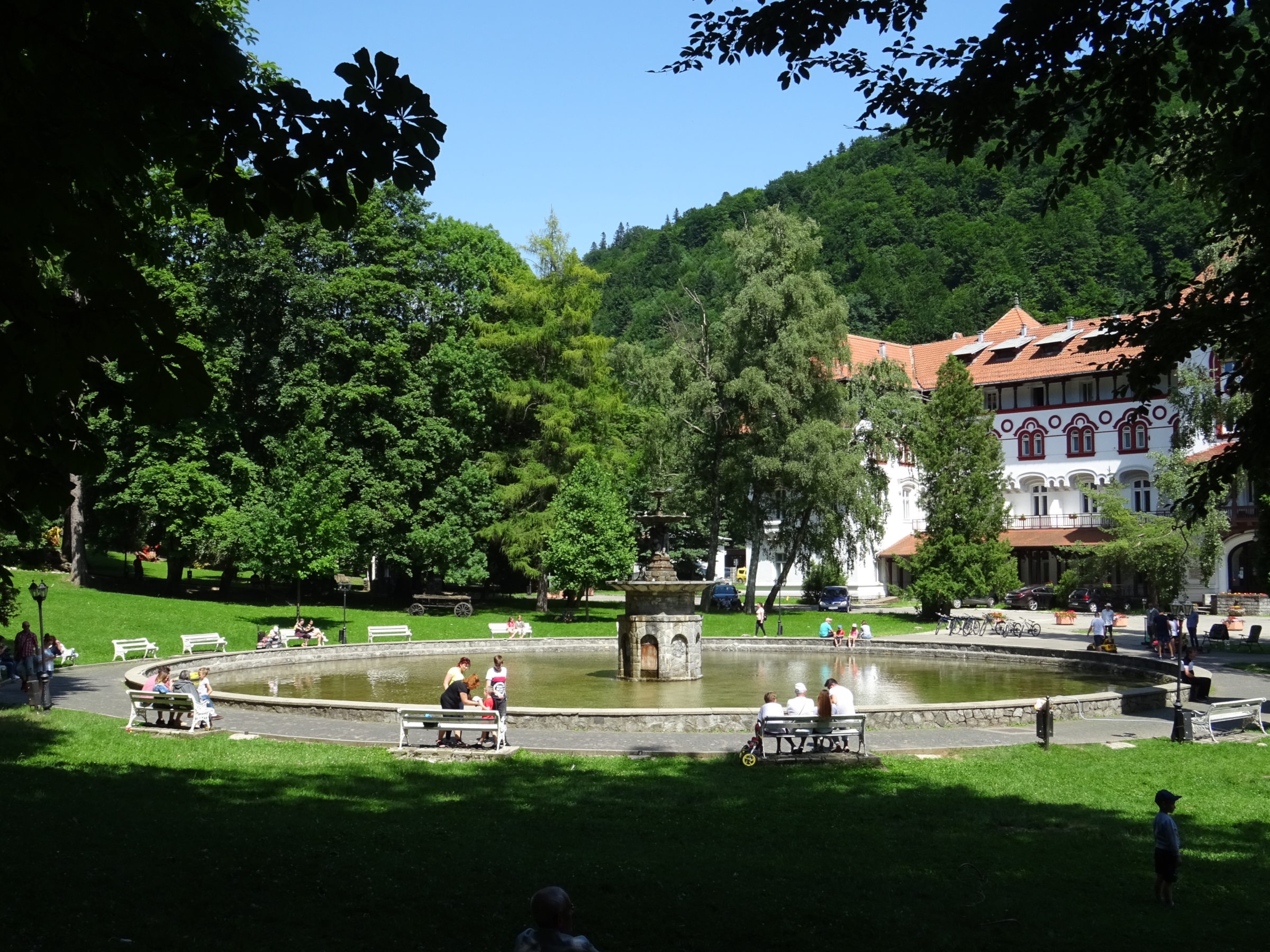
Parcul „Dimitrie Ghica” din Sinaia

Parcul „Dimitrie Ghica” din Sinaia este un loc de recreație înființat în anul 1881 și amenajat de arhitectul peisagist Eder. Delimitat de străzile Octavian Goga, Eroilor și bulevardul Carol I, este situat între gară și Mănăstirea Sinaia. În incinta lui se găsesc hotelurile Caraiman și Palace și Cazinoul din Sinaia. Sunt de asemenea amplasate busturi ale lui Mihai Eminescu, Ion Creangă, Dimitrie Ghica, Iancu Brezeanu și Nicolae Bălcescu. 